# マチ★アソビ
マチ★アソビは、アニメやゲームなどのエンターテインメントが集う総合イベント。
開催場所は徳島県徳島市。

## 概要
初回開催は2009年10月。主催は徳島県が入ること以外は各回ごとに違うが、Vol.2より「アニメまつり実行委員会（徳島県観光政策課内）」が主催に入っている。
企画・プロデュースは、2009年4月に開設されたufotable徳島スタジオ (ufotable TOKUSHIMA) がVol.1からVol.21まで務めた。Vol.22からはufotableの企画・プロデュース辞退に伴い、急遽、Vol.1から参加していた音響制作会社スタジオマウスにより企画・プロデュースが行われ、ufotable徳島スタジオは協力という形での参加となる。Vol.23からはプロデュースを行う委託事業者を公募することなり、Vol.22と同様にスタジオマウスがプロデュースを担当、ufotableは施設提供などの協力企業としての参加となる。
元々はufotable代表の近藤光が阿波おどりアニメポスターの製作を徳島市観光協会へ提案したところ、それが契機となってイベントも協力することになった経緯がある。
「マチをアソビつくす」ことをテーマとしており、大都市や他の地方都市ではできない徳島の地理・魅力を活用した企画が実施されている。
特定のコンテンツに偏重せず、毎回多様な業界人が参加しているのも特徴で、所謂アニメツーリズムの中でも珍しいイベントである。マチとは徳島駅周辺を現す県民ローカルワードであり、会場は駐車場やライブ会場のハンデがありながらもあえて眉山山頂や新町川周辺に設定されている。これは近藤光の「昔のようにマチに人々があふれるにぎわいをとりもどせたら」という思いが込められている。
2011年のvol.7より、毎年秋に「ニュータイプアニメアワード」（Newtype×マチ★アソビ アニメアワード）が開催されている。そのため秋の回には、Newtype編集部と徳島県にぎわいづくり課を中心とした「アニメ映画祭実行委員会（徳島県にぎわいづくり課内）」が主催に入る。多くがNewtype読者層からの投票のため、受賞作品はほとんどが主催するNewtypeが特集するアニメ作品で埋められることが多いが、元々本イベントは公式的な栄誉を授与する場とはしておらず、あくまでイベントの企画の一つという立場を取っている。大局的には東京アニメアワードを意識した内容作りを心がけているものの、基本的にNewtypeが特集するアニメ作品から選考されるプロモーションの場とされている。エントリー応募の後に正式な審査が成される東京アニメアワードと違い、エントリー募集は行われておらず、設定された期間中の放映作品全てから主催側が独自に選定している。エントリーされていない作品への投票も可能である。受賞者にはグッドスマイルカンパニーがプロデュースするトロフィーが飯泉嘉門徳島県知事など徳島行政関係者から授与され、記念手形を取ることになる。記念手形はufotable CINEMAなどへ展示される。
2012年5月14日、マチ★アソビを円滑に開催し、徳島の新たなにぎわいと地域文化の創造、地域経済の活性化に寄与することを目的とする「NPO法人マチ★アソビ」を設立。代表は近藤光。この法人はvol.9からvol.21まで主催法人のひとつとして参加していた。
2013年より、「マチ★アソビ」の番外編として「ぷち★アソビ」が毎年2月～3月に開催される。「マチ★アソビ」が20～30代をターゲットにしたアニメイベントであるのに対し、同イベントでは幅広い世代の集客を目指し、「家族で遊べる」をコンセプトにさまざまな催しを行う。
2014年2月、地方の疲弊をはね返そうと取り組む団体を地方新聞社と共同通信社のネットワークで取り上げ、エールを送ろうと設けられた「第4回地域再生大賞」にて、マチ★アソビを主催する「アニメまつり実行委員会」が「優秀賞」を受賞した。6月には、徳島県内外の各界、各分野で優れた業績を収め、社会に貢献した個人や団体を顕彰する「第50回徳島新聞賞」にて、徳島県への功績が著しい県内外の個人に贈る「特別賞」をufotable代表の近藤光が受賞した。
2017年8月、アニメツーリズム協会が全世界の日本アニメファンを対象に、2016年7月から行なわれたWeb投票の結果をもとに決定される『2018年版 日本のアニメ聖地88』にイベントとして「マチ★アソビ」が選ばれ、2018年10月に『2019年版 日本のアニメ聖地88』でも同じく選ばれた。
春の回については、2014年以降はGW期間中の県内主要観光施設の観光者数において、本イベントが最も観光者数が多い。
2017年に開催されたvol.19（秋の回）では、来場者約8万3000人（主催者発表）が訪れた。来場者の年代は20代が41.4％と最も多く、県外からの来訪者は57.9％であった。また、来場者の52.2％が4回以上訪れたことのあるリピーターであり、次回以降も参加したいと回答した割合は94.2％と高かった。

## 後藤田知事の方針と「マチ★アソビ」の方針
2023年4月の徳島県知事選挙で後藤田正純氏が当選した後、県による「マチ★アソビ」への支援方針が見直されることとなった。後藤田知事は「マチ★アソビ」を終了させる意図はなく、むしろ民間主導による持続可能な運営を推進する考えを示している。
その一環として、県の財政負担の見直しが行われ、年間約8,000万円の支出を再検討する方針が打ち出された。これにより、県が主導するのではなく、民間主体での開催を目指す方向性が示されたが、この方針変更を受けて「マチ★アソビが終了する」との誤解が広まり、一部で混乱が生じた。
後藤田知事は、特定のイベントだけでなく、県内の他のイベントとも公平に支援を行う方針を掲げており、「マチ★アソビ」に対しても県施設の貸与を含めた支援は継続する意向を示している。また、アニメ文化の振興や地域活性化にも引き続き力を入れる考えを述べている。

## 開催一覧
初回の2009年は年1回、2010年・2011年は1月を含む年3回開催され、2012年以降は中止となった年を除き春と秋の年2回開催されている。
開催期間は毎回異なるが、春イベントは概ね2〜3日、秋イベントは一週間〜一か月程度開催される。
開催期間のなかで、ライブやトークショー等のステージイベントが実施される期間を「クライマックスラン」（表中ではCR）と主催者が呼称・設定している。
秋イベント（現在まででvol.1・vol.4、vol.7からの奇数回）は眉山山頂秋フェスタと共同開催しており、眉山山頂の眉山公園（vol.21まで）または藍場浜公園（vol.23）がメイン会場となる（市街でもイベントは開かれる）。
| 回数   | 年     | 開始日    | CR開始日  | CR最終日  | 最終日    | 眉山 藍場浜公園          | フライヤーキャッチコピー                                  | 眉山ロープウェイアナウンス | 徳島駅一日駅長                                            | 来場者数   |
| ------ | ------ | --------- | --------- | --------- | --------- | ------------------------ | --------------------------------------------------------- | --- | --------------------------------------------------------- | ---------- |
| vol.1  | 2009年 | 10月10日  | 10月10日  | 10月12日  | 10月12日  | ○                        | vol.1 美山、秋の装いアニメ色。                            | 上り・下り - 坂本真綾 | -                                                         | 12,000人   |
| vol.2  | 2010年 | 01月16日  | 01月23日  | 01月24日  | 01月31日  |                          | アニメとくしま召し上がれ                                  | 上り・下り - 近藤隆 | 近藤隆 阿久津加菜 五十嵐裕美 森谷里美 桑門そら 葉山いくみ | 21,000人   |
| vol.3  | 2010年 | 05月02日  | 05月02日  | 05月04日  | 05月04日  | アニメとくしま 橋めぐり  | 上り・下り - 水樹奈々                                     | - | 18,000人                                                  |            |
| vol.4  | 2010年 | 10月09日  | 10月09日  | 10月11日  | 10月11日  | ○                        | 眉山がもっと好きになる3日間                               | 上り・下り - 豊崎愛生 | -                                                         | 20,000人   |
| vol.5  | 2011年 | 01月22日  | 01月29日  | 01月30日  | 02月06日  |                          | マチ★アソビシネマへようこそ！                             | 上り・下り - 鈴村健一 | Kalafina                                                  | 25,000人   |
| vol.6  | 2011年 | 05月03日  | 05月03日  | 05月05日  | 05月05日  | 未来をつなごう夢の架け橋 | 上り・下り - 沢城みゆき                                   | - | 20,000人                                                  |            |
| vol.7  | 2011年 | 09月23日  | 10月08日  | 10月10日  | 10月10日  | ○                        | みんなでハッピー！                                        | 上り・下り - 天宮学美（声 - 堀江由衣）9月23日～10月7日 上り - セイバー（声 - 川澄綾子）10月8日～10月10日 下り - 衛宮切嗣（声 - 小山力也）10月8日～10月10日                                                                                                  | -                                                         | 46,206人   |
| vol.8  | 2012年 | 05月03日  | 05月03日  | 05月05日  | 05月05日  |                          | できることからコツコツと そんな気持ちで行動できる君が好き | 上り・下り - ライダー（声 - 大塚明夫）&ウェイバー（声 - 浪川大輔） | Kalafina ブラスター・ブレード                             | 40,000人   |
| vol.9  | 2012年 | 09月22日  | 10月06日  | 10月08日  | 10月08日  | ○                        | みんなで作るマチ★アソビ 4年目突入感謝記念祭！             | 上り・下り - 坂本真綾9月22日～10月5日 上り - 鹿目まどか（声 - 悠木碧）10月6日～10月8日 下り - 暁美ほむら（声 - 斎藤千和）10月6日～10月8日 | -                                                         | 52,000人   |
| vol.10 | 2013年 | 05月03日  | 05月03日  | 05月05日  | 05月05日  |                          | ありがとう！祝マチ★アソビ第10回開催！！                   | 上り - 黒猫（声 - 花澤香菜） 下り - 高坂桐乃（声 - 竹達彩奈） | 中村繪里子                                                | 53,000人   |
| vol.11 | 2013年 | 09月28日  | 10月12日  | 10月14日  | 10月14日  | ○                        | 更なる進化を遂げるマチ★アソビ！感謝の第11回！！           | 上り・下り - つきねこ（喜多村英梨、今井麻美、五十嵐裕美、阿久津加菜） | -                                                         | 53,000人   |
| vol.12 | 2014年 | 05月03日  | 05月03日  | 05月05日  | 05月05日  |                          | イベントも場所もいつもの倍！みんなで踊るマチ★アソビ！     | 上り - 桐崎千棘（声 - 東山奈央）5月3日 下り - 天海春香（声 - 中村繪里子）5月3日 上り - 満艦飾マコ（声 - 洲崎綾）5月4日 下り - 本田未央（声 - 原紗友里）5月4日                                                                                               | 徳井青空                                                  | 約70,000人 |
| vol.13 | 2014年 | 09月27日  | 10月11日  | 10月12日  | 10月12日  | ○                        | 大好きマチ★アソビ！催し最多！感謝感謝の第13回！           | 上り - 衛宮士郎（声 - 杉山紀彰） 9月27日～10月10日 下り - セイバー（声 - 川澄綾子）9月27日～10月10日 上り・下り - 遠坂凛（声 - 植田佳奈）&アーチャー（声 - 諏訪部順一）10月11日 言峰綺礼（声 - 中田譲治）                                                   | -                                                         | 50,000人   |
| vol.14 | 2015年 | 05月03日  | 05月03日  | 05月05日  | 05月05日  |                          | ハッピーウェディング！みんなで祝うマチ★アソビ！           | 上り - ギルガメッシュ（声 - 関智一） 下り - 渋谷凛（声 - 福原綾香） | 吉岡茉祐 奥野香耶 山下七海 江原裕理 高野麻里佳            | 74,000人   |
| vol.15 | 2015年 | 09月26日  | 10月10日  | 10月12日  | 10月12日  | ○                        | 芸術の秋、食欲の秋、マチ★アソビの秋！記念すべき第15回！！ | 上り - アリサ・イリーニチナ・アミエーラ（声 - 坂本真綾） 下り - レオナルド・ウォッチ（声 - 阪口大助） | -                                                         | 約80,000人 |
| vol.16 | 2016年 | 05月03日  | 05月03日  | 05月05日  | 05月05日  |                          | 笑って！泣いて！語って！走る！ 君が作るマチ★アソビ3日間！ | 上り・下り - ミクリオ（声 - 逢坂良太）&ライラ（声 - 下屋則子） | 逢坂良太 下屋則子                                         | 75,000人   |
| vol.17 | 2016年 | 09月24日  | 10月8日   | 10月10日  | 10月10日  | ○                        | 駅も空港もまとめてジャック！                              | 上り - エリザベート・バートリー（声 - 大久保瑠美）9月24日～10月7日 下り - すーぱーそに子（声 - すーぱーそに子）9月24日～10月7日 上り - スレイ（声 - 木村良平）10月8日～10月10日 下り - ベルベット・クラウ（声 - 佐藤利奈）10月8日～10月10日                 | -                                                         | 約82,000人 |
| vol.18 | 2017年 | 05月05日  | 05月05日  | 05月07日  | 05月07日  |                          | 大型連休フィナーレはマチ★アソビで！！                     | 上り - 和泉守兼定（声 - 木村良平） 下り - 陸奥守吉行（声 - 濱健人） | 藤田茜（5日） 木村良平（6日） 濱健人（6日）               | 82,000人   |
| vol.19 | 2017年 | 09月23日  | 10月7日   | 10月9日   | 10月9日   | ○                        | 最速上映！熱いライブ！マチ★アソビを駆け抜けろ！           | 上り - 堀川国広（声 - 榎木淳弥）9月23日～10月6日 下り - 蜻蛉切（声 - 櫻井トオル）9月23日～10月6日 上り・下り - 間桐桜（声 - 下屋則子）10月7日～10月9日 | -                                                         | 83,000人   |
| vol.20 | 2018年 | 05月04日  | 05月04日  | 05月06日  | 05月06日  |                          | みんなでつくるマチ★アソビ ありがとう！祝第20回開催！！！  | 上り -衛宮士郎（声 - 杉山紀彰） 下り - 各務原なでしこ（声 - 花守ゆみり） | LiSA                                                      | 84,000人   |
| vol.21 | 2018年 | 09月22日  | 10月6日   | 10月8日   | 10月8日   | ○                        | マチに広がる笑顔 平成最後のマチ★アソビ                    | 上り - 七瀬陸（声 - 小野賢章）9月22日～10月5日 下り - 九条天（声 - 斉藤壮馬）9月22日～10月5日 上り - 九条天（声 - 斉藤壮馬）10月6日～10月8日 下り - 七瀬陸（声 - 小野賢章）10月6日～10月8日                                                                 | -                                                         | 約71,000人 |
| vol.22 | 2019年 | 05月04日  | 05月04日  | 05月06日  | 05月06日  |                          | 春のとくしまをアソビ尽くそう！                            | 上り - 竈門炭治郎（声 - 花江夏樹） 下り - 冨岡義勇（声 - 櫻井孝宏） | 花江夏樹 鬼頭明里                                         | 78,000人   |
| vol.23 | 2019年 | 09月28日  | 10月26日  | 10月27日  | 10月27日  | ○                        | 藍場浜ステージが追加！令和もみんなで盛り上げよう！        | 上り - キリト（声 - 松岡禎丞）9月28日～10月11日 下り - 冨岡義勇（声 - 櫻井孝宏）&胡蝶しのぶ（声 - 早見沙織）9月28日～10月11日 上り - 竈門炭治郎（声 - 花江夏樹）&我妻善逸（声 - 下野紘）10月12日～10月27日 下り - キリト（声 - 松岡禎丞）10月12日～10月27日 | -                                                         |            |
| vol.24 | 2020年 | 開催中止  | 開催中止  | 開催中止  | 開催中止  |                          |                                                           | - | -                                                         | -          |
| 番外   | 2020年 | 11月07日  | 11月07日  | 12月06日  | 12月06日  |                          |                                                           | - | -                                                         | -          |
| 番外   | 2021年 | 5月015日  | 5月015日  | 6月013日  | 6月013日  |                          |                                                           | - | -                                                         | -          |
| 2021秋 | 2021年 | 開催中止  | 開催中止  | 開催中止  | 開催中止  |                          |                                                           | - | -                                                         | -          |
| vol.25 | 2022年 | 10月08日  | 10月15日  | 10月16日  | 11月06日  |                          |                                                           | |                                                           |            |
| vol.26 | 2023年 | 05月06日  | 05月06日  | 05月07日  | 05月07日  |                          |                                                           | |                                                           |            |
| vol.27 | 2023年 | 10月07日  | 10月28日  | 10月29日  | 10月29日  |                          | グルメもエンタメも味わおう！秋のマチ★アソビ！！           | |                                                           |            |
| 2024春 | 2024年 | 開催中止  | 開催中止  | 開催中止  | 開催中止  |                          |                                                           | - | -                                                         | -          |
| 番外   | 2024年 | 10月05日  | -         | -         | 11月04日  |                          |                                                           | - | -                                                         | -          |
| vol.28 | 2025年 | 05月010日 | 05月010日 | 05月011日 | 05月011日 | ○                        |                                                           | 煉獄杏寿郎（声 - 日野聡） |                                                           | 58,000人   |

## 主な会場

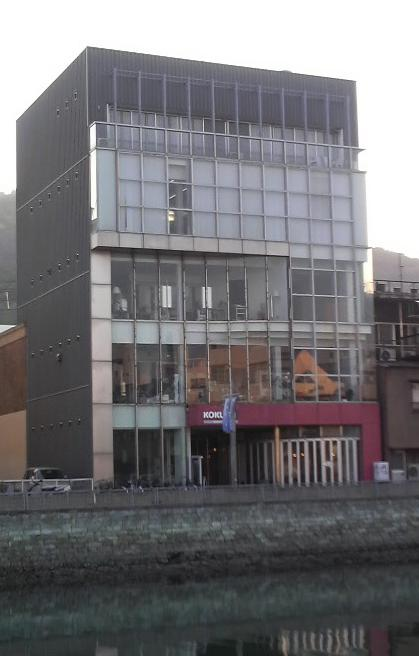
国際東船場113ビル ufotable徳島スタジオ&cafe

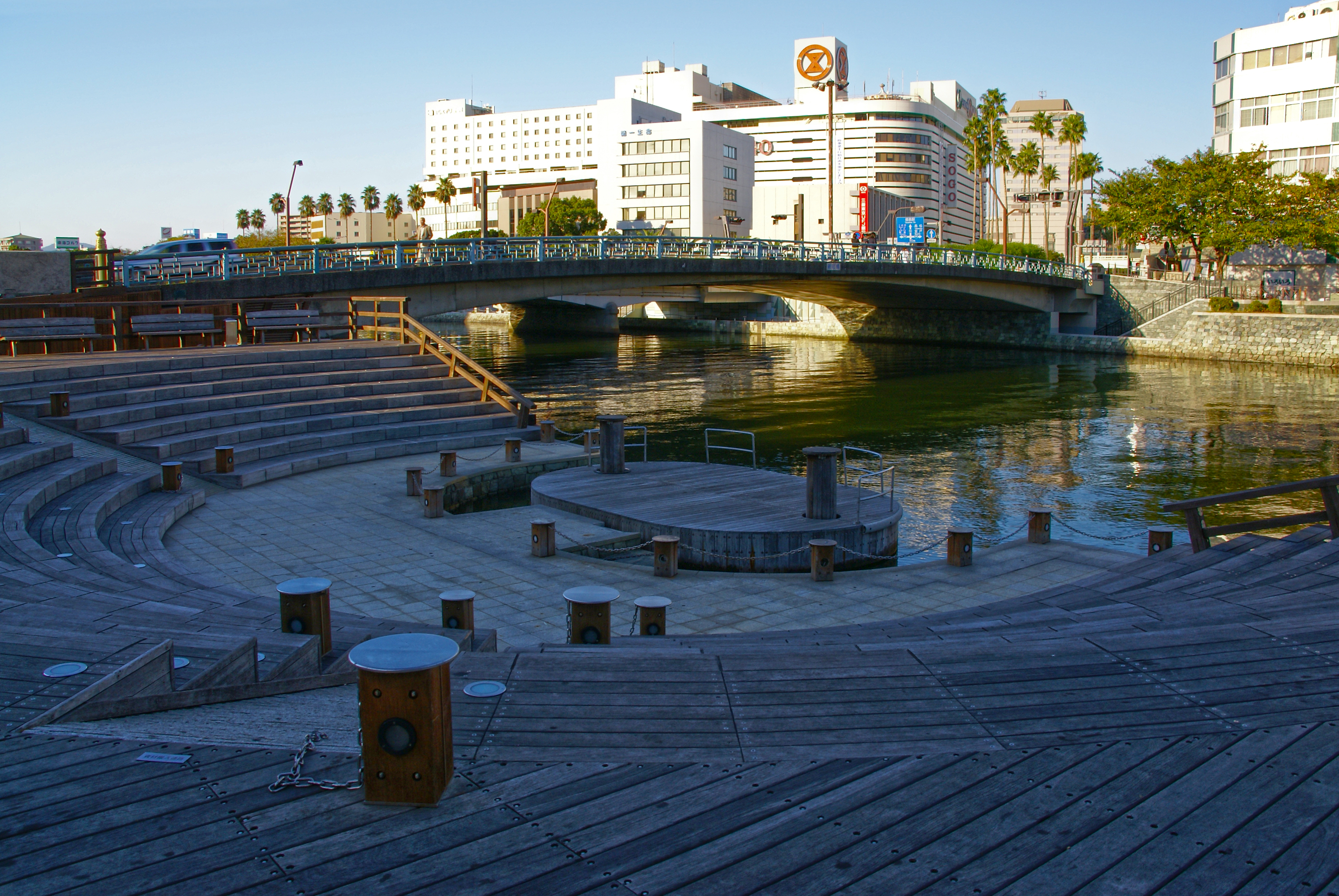
新町橋東公園のステージ

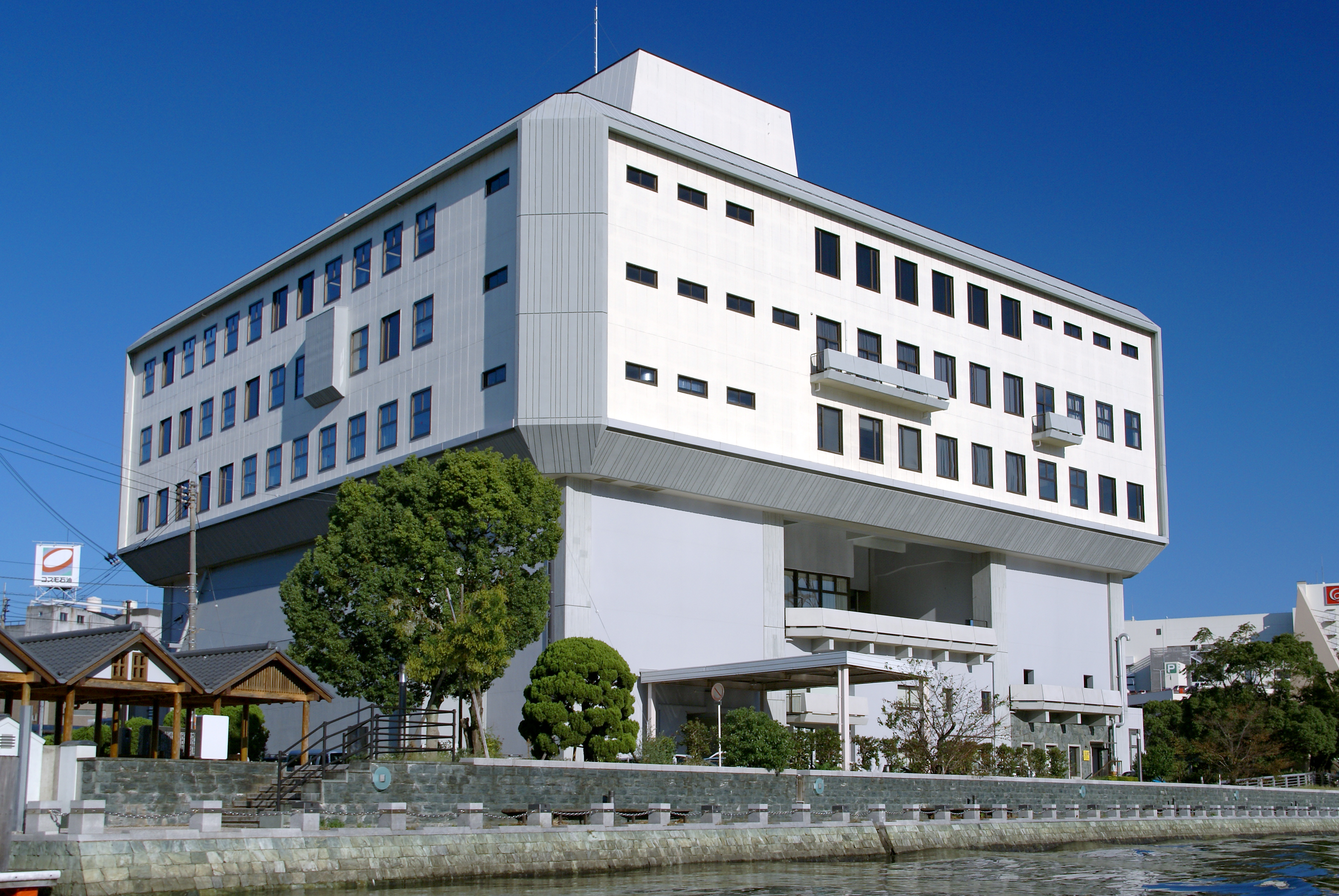
あわぎんホール

以下に示す場所が、マチ★アソビで特に使用される会場。これ以外の場所も会場として使用される回があるので、各回の「主な会場とイベント内容」を参照のこと。
- 眉山
  - 眉山山頂メインステージ（林間ステージ） - 秋の回限定で駐車場に仮設される大型の野外ステージ。1–2時間刻みで集客の多い企画が開かれる。vol.21まで使用。
  - 眉山山頂パゴダ広場 - 小さな野外ステージが仮設される。
  - 眉山ロープウェイ - 声優やアニメキャラクターが徳島市や眉山を紹介するアナウンスが流される。
- 徳島市街
  - 新町川水際公園周辺
    - 新町橋東公園 - 常設の野外ステージがある。vol.23以外で使用。
    - 両国橋西公園[注 39] - vol.12より春の回限定で新たに追加された新町川水際公園東端にある野外ステージ。新町橋東公園と同様のイベントが開催される。なお春の回以外でも、アニソンDJによるパフォーマンス等のイベントが行われる場合もある。
    - しんまちボードウォーク（パラソルショップ） - 出店スペース。vol.23以外で新町橋からふれあい橋までの間に出店しているが、vol.12より春の回限定でふれあい橋から両国橋までの間にも出店されるようになる。
    - 東新町商店街コルネの泉広場（噴水広場） - アーケード内のイベントスペース。
    - ufotable Cafe - ufotable徳島スタジオに併設された交流用カフェ。「業界関係者トークイベント」などが開かれる。
    - ufotable CINEMA - ufotableが運営する映画館。舞台挨拶や生オーディオコメンタリー、オールナイトイベント、「業界関係者トークイベント」などが開かれる。3階は「NPO法人マチ★アソビ」の事務所となっている。
    - 藍場浜公園 - vol.23にて眉山山頂から場所を変えてメインステージとして使用されるはずだったが、台風による延期により、藍場浜メインステージから御成婚広場へと変更になった。

  - 徳島駅周辺
    - 徳島駅 - 一日駅長イベントなどが実施される。
    - ポッポ街 - 駅前商店街。数戸の空きテナントがイベントに供用される。サイン会や原画展などが多い。

  - その他
    - あわぎんホール（郷土文化会館） - 講演会などが開かれる。vol.21にて6日に眉山山頂と東公園で開催予定だったイベントを、台風接近の危険性を考慮しここで4階と5階に分散して行なった。vol.23では台風により延期されたイベントを、大ホールステージ（メインステージ）・2F特別展示場ステージ・大会議場に分散して行なった。
    - 徳島市立文化センター - vol.13にて12日、13日に眉山山頂で開催予定だったイベントを、台風接近の危険性を考慮しここで行なった。
    - 徳島県文化の森総合公園 - vol.15、vol.20にて使用。
    - 春日神社内春日会館 - vol.21にて6日にボードウォークのパラソルショップで出店予定だった企業は、台風接近の危険性を考慮しここで販売・配布を行なった。

## 恒例の企画
眉山ロープウェイガイダンス
開催期間中、眉山ロープウェイ車内に声優による案内が流れる。vol.7からはアニメキャラクターによる案内も加わった。
橋の下美術館
春の回の期間中、ひょうたん島一周遊覧船に乗ることで、川を巡りながら橋の下に飾られた巨大ギャラリーを観覧できる。保険料が必要。
業界関係者トークイベント
近藤光ufotable社長を初めとする業界関係者多数によるトークイベント。夜間に ufotable cafe または uforable CINEMA（vol.9から）で開催される。
デジタルクリエイター人材発掘セミナー
公益財団法人とくしま産業振興機構があわぎんホール（郷土文化会館）で開催する。有料。
Newtype × マチ★アソビ The Moving Picture Festival
2011年より秋の回に、月刊ニュータイプとコラボしたアニメ大賞『ニュータイプアニメアワード』の発表と授賞式が行われる。眉山山頂メインステージ。

## 各回の詳細
悪天候や予想外の集客により、イベント直前に予定が変更されることがあるが、以下のリストには反映されていない可能性がある。
特に断りのない限り、「眉山ロープウェイアナウンス」を担当した声優は、その音声のみの出演となっている。

### 眉山山頂秋フェスタ×マチ★アソビ vol.1
2009年10月10日から10月12日まで開催された。
- 開催地 - 眉山を中心とした徳島市広域
- 主催 - 徳島市、徳島市観光協会
- 後援 - 徳島商工会議所、徳島新聞、NHK徳島放送局、四国放送
- 協賛 - かんぽの宿徳島、あるでよ徳島
- 来場者数 - 1万2000人
- 期間中のロープウェイ乗車人数 - 8619人

#### その他
- 期間中、携帯電話を使ったスタンプラリーが行われた。
- 期間中、阿波おどり会館〜眉山山頂のシャトルバスが運行された。
- 眉山メインステージで行われた、ロープウェイじゃんけん大会の12日で、サプライズゲストとして豊崎愛生が出演した。
- 2009年10月5日放送分の、四国放送『5時からローカル ゴジカル!』では、イベント内容についても、詳しく紹介された。また、ゲストで近藤光が出演した。

### マチ★アソビ vol.2
2010年1月16日から1月31日まで開催された。
- 開催地 - 徳島市
- 主催 - 文化庁、徳島市、徳島市観光協会、アニメまつり実行委員会
- 後援 - 徳島市、徳島新聞、四国放送
- 来場者数 - 2万1000人

#### その他
- 2010年1月20日放送分の、四国放送『5時からローカル ゴジカル!』では、イベント内容についても、詳しく紹介された。また、ゲストでvol.1と同じく、近藤光が出演した。

### マチ★アソビ vol.3
2010年5月2日から5月4日まで開催された。ただし「ヘタリアフェア」「DENGEKI BUNKO展」は4月29日から5月5日まで行われた。
- 開催地 - 徳島市
- 主催 - アニメまつり実行委員会
- 後援 - 徳島市観光協会、徳島新聞、四国放送、NHK徳島放送局
- 来場者数 - 1万8000人
- 期間中のひょうたん島一周遊覧船乗船人数 - 約2500人

#### その他の企画
バスツアー
つきねことエイチ・アイ・エスがタイアップしたバスツアーが行われる予定だった。往路では、つきねこに出演している声優も同乗。「東京国際アニメフェア2010」のufotableブースで受付が開始された。
- 一泊四日プラン 東京新宿（1日） - マチ★アソビ会場（徳島、2日〜3日） - 東京新宿（4日）
- 二泊五日プラン 東京新宿（1日） - マチ★アソビ会場（徳島、2日〜4日） - 東京新宿（5日）

前夜祭
東京阿佐ヶ谷「Asagaya / Loft A」にて行われた。ufotable Cafe徳島・ニコニコ生放送・Ustreamでは生中継も行われた。
- マチ★アソビ前夜祭 東京チーム全員集合!（4月14日、近藤光・納谷僚介・武井風太・五所光太郎・阿久津加菜・五十嵐裕美・MOSAIC.WAV・武智恒雄・富澤祐介・野村美加 他）

#### その他
- 橋の下美術館は、新町川水際公園とひょうたん島一周遊覧船で行われた。遊覧船では、各作品のブリッジに関連したBGMが再生された。
- 「東京国際アニメフェア2010」のufotableブースでは、アニメフェア限定のプレビュー版フライヤーが配布された。
- 業界関係者トークイベントは、Ustreamでも生中継された。
- 期間中（ゴールデンウィーク中）の眉山ロープウェイ乗車人数は、前年度と比べ22.7%増加した[19]。

### COS-MODE 2010
マチ★アソビの番外編として、2010年8月17日から8月23日まで開催された。そごう徳島店で行われ、期間中は、これまでのイベントの写真パネルやグッズの展示が行われた。
また、8月21日にはコスプレファッションショーが開かれた。同日には、ケーブルテレビ徳島の番組『たまたま金曜日』の公開収録も行われた。

### 眉山山頂秋フェスタ×マチ★アソビ vol.4
2010年10月9日から10月11日まで開催された。
- 開催地 - 徳島市
- 主催 - 徳島市、徳島市観光協会、アニメまつり実行委員会
- 後援 - 徳島新聞社、四国放送、NHK徳島放送局、ケーブルテレビ徳島、エフエムびざん、グッドスマイルカンパニー
- 来場者数 - 2万人

#### その他の企画
徳島阿波踊り2010 阿波踊りポスター普及計画
2010年度の徳島市内阿波踊りでufotableがポスターを手掛けており、ポスターは貼ってこそという近藤光の意向で、同年8月1日に眉山山頂林間駐車場で空の境界と東方Projectの阿波踊りポスター2枚セットを先着1000人に配布を行ない、好きな場所に貼ったポスターを撮影してマチ★アソビ公式サイトの写真送付フォームから送るとマチ★アソビ公式サイト内に掲載されるという企画。同ポスターの配布イベントに全国各地から定員を大きく超える多くのファンが集まり、各メディアでも大きく取り上げられた。また、公式サイトでは同日にマチ★アソビVol.4の情報が解禁された。なお、この企画は徳島市観光協会が行ったものである。
前夜祭
新宿ロフトプラスワンにて行われた。なお、ufotable Cafe TOKUSHIMAではパブリックビューイングが行われ、ニコニコ生放送ではイベントの一部が生中継された。
- 第2回マチ★アソビ前夜祭 東京チーム全員集合!（9月20日）

JR四国×マチ★アソビ×大阪日本橋メイド列車
10月9日、大阪日本橋にあるメイド喫茶6店舗が、JR四国の臨時列車アイランドエクスプレス四国IIの車内で、メイド喫茶を再現した。この列車は当日、高松駅から徳島駅へ運行し、乗客はマチ★アソビに参加後（一部除く）、徳島から高松に帰るプランであった。
徳島到着後のマチ★アソビ参加については、特別限定エスコートプランがあった。

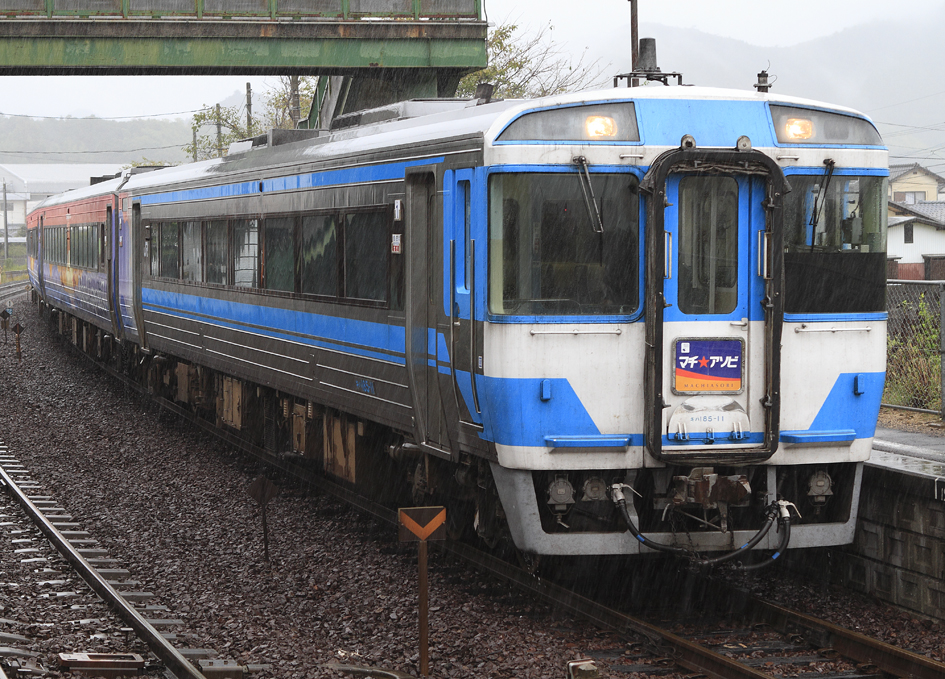
マチ★アソビ 大阪日本橋メイド列車（キハ185-11、造田駅、2010年10月9日撮影）
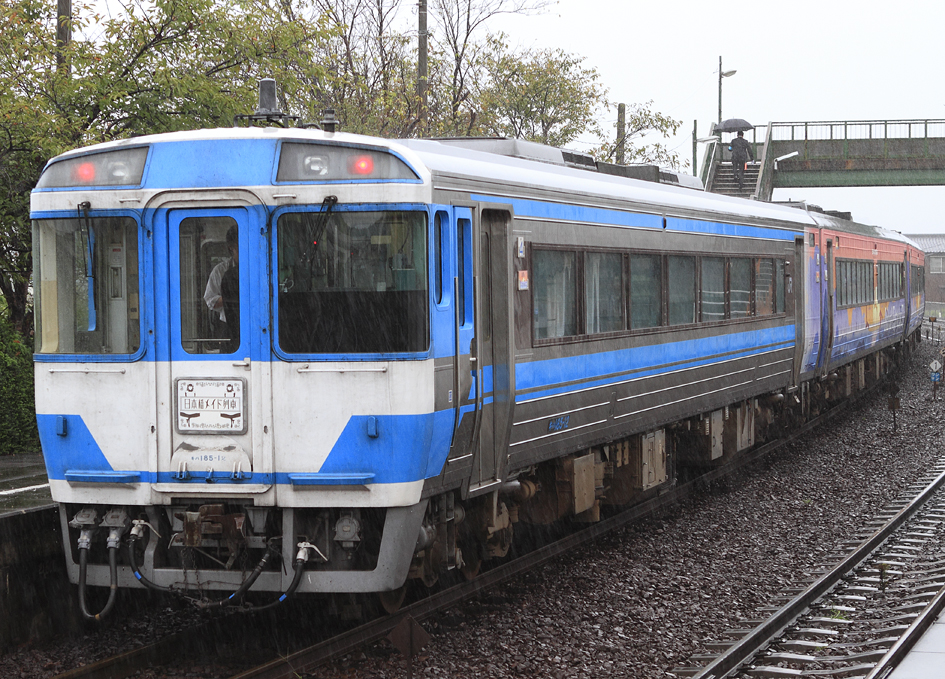
マチ★アソビ 大阪日本橋メイド列車（キハ185-12、造田駅、2010年10月9日撮影）

#### その他
- 期間中は阿波おどり会館〜眉山山頂間の有料のシャトルバスが運行された。11 – 17時、片道200円。
- 眉山山頂でのメインステージイベントが1年ぶりに開催された。
- 2010年10月7日放送分の、四国放送『5時からローカル ゴジカル!』では、イベント内容についても、詳しく紹介された。また、ゲストで近藤光が出演した。
- 期間中のイベントには、当日企画されるサプライズイベントもあった。
- 『みのりスクランブル』声優公開オーディションには約230名の参加があり、約半数が徳島県内からの応募だった。また、最少年齢は8歳、最高年齢は45歳だった。オーディションには後述の阿久津加菜、五十嵐裕美、高井舞香の他、当日イベントに出演したミルキィホームズの三森すずこ、徳井青空、佐々木未来、橘田いずみや特別枠として坂巻学も参加した。
- 9日は雨天により、一部の屋外イベントの会場が変更となった。
- 徳島県の観光振興策「阿波とくしま観光週間」の「とくしま祭り」の一環として開かれた。

### マチ★アソビ vol.5
2011年1月22日から2月6日まで開催された。この時期の野外での開催はあまりにも寒いことから、冬の開催はこれが最後となった。
- 開催地 - 徳島市
- 主催 - 徳島県、アニメまつり実行委員会
- 後援 - 徳島新聞社、四国放送、NHK徳島放送局、ケーブルテレビ徳島、エフエムびざん
- 協賛 - 徳島市観光協会、徳島県文化振興財団
- 来場者数 - 2万5000人

#### その他
- 2011年1月19日放送分の、四国放送『5時からローカル ゴジカル!』では、イベント内容についても、詳しく紹介された。また、ゲストで近藤光が出演した。
- 「みのりスクランブル!」オーディションの結果は、みのり役が阿久津加菜、たまき役が五十嵐裕美、晃役は当時徳島市立高等学校2年生の高井舞香となった。
- 現地のイベントではないが、電撃文庫原作のアニメ『とある魔術の禁書目録』と『俺の妹がこんなに可愛いわけがない』がコラボしたラッピングバスが徳島市を巡回、一時的に阿波おどり会館前に停車した。

### マチ★アソビ vol.6
2011年5月3日から5月5日まで開催された（一部の企画はこれ以外の日も実施された）。
- 開催地 - 徳島市
- 主催 - アニメまつり実行委員会
- 後援 - 徳島市観光協会、徳島新聞社、四国放送、NHK徳島放送局、ケーブルテレビ徳島、エフエム徳島、エフエムびざん
- 来場者数 - 2万人

#### その他の企画
前夜祭
東京阿佐ヶ谷「Asagaya / Loft A」にて行われた。
- 第3回 マチ★アソビ前夜祭 東京チーム全員集合!（4月19日、高橋祐馬 他）

### マチ★アソビ vol.7
2011年9月23日から10月10日まで開催され、徳島アニメ映画祭とタイアップした。月刊ニュータイプとコラボしたアニメ大賞『Newtype×マチ★アソビ アニメアワード』がこの年から始まった。
- 開催地 - 徳島市、美馬市脇町
- 主催 - アニメ映画祭実行委員会、アニメまつり実行委員会
- 特別協力 - シネマサンシャイン北島
- 協力 - 徳島市観光協会、徳島新聞社
- 後援 - 文化庁、財団法人デジタルコンテンツ協会、四国放送、NHK徳島放送局、ケーブルテレビ徳島、エフエム徳島、エフエムびざん、ジェイアール四国バス、徳島バス
- 来場者数 - 4万3000人（10月8日〜10日）、3206人（徳島アニメ映画祭）

#### その他の企画
前夜祭
東京阿佐ヶ谷「Asagaya / Loft A」にて行われ、ニコニコ生放送でも配信された。
- 第4回 マチ★アソビ前夜祭 東京チーム全員集合!（9月20日、高橋ゆま・近藤光・納谷僚介 他）

#### その他
- 阪急交通社が独自のバスツアーとして、マチ★アソビVol.7の日帰りツアーを企画した。
- 10月8日〜10日は、阿波おどり会館〜眉山山頂間の有料のシャトルバスが運行された。11 – 21時[注 43]、片道200円。
- 9月23日〜24日・10月1日〜2日は、穴吹駅〜道の駅藍ランドうだつ間の有料シャトルバスが運行された。アニメ映画祭の上映時刻にあわせて運行、片道200円。
- 眉山ロープウェイガイダンスは、前回（Vol.6）までと違い、アニメキャラクターとしてのガイダンスだった。これ以降、ロープウェイガイダンスは基本的にアニメキャラクターが行うようになった。
- 「Fate/Zero」ラッピングバスは、マチ★アソビVol.7終了後も、徳島市営バスの一般路線を運行中。マチ★アソビ期間中は徳島駅〜阿波おどり会館間を走行している。

### マチ★アソビ vol.8
2012年5月3日から5月5日まで開催された。この年から春秋の年2回開催となった。
- 開催地 - 徳島市
- 主催 - アニメまつり実行委員会
- 協力 - 徳島新聞社
- 後援 - 文化庁、四国放送、NHK徳島放送局、ケーブルテレビ徳島、エフエム徳島、エフエムびざん
- 来場者数 - 4万人

### マチ★アソビ vol.9
2012年9月22日から10月8日まで開催された。開催期間中の2012年10月7日、登山道を登っていた参加者がキイロスズメバチに刺され、11人が病院に搬送された。
- 開催地 - 徳島市
- 主催 - アニメ映画祭実行委員会、アニメまつり実行委員会、NPO法人マチ★アソビ
- 協力 - 徳島市観光協会
- 後援 - 文化庁、徳島新聞社、四国放送、NHK徳島放送局、ケーブルテレビ徳島、エフエム徳島、エフエムびざん
- 来場者数 - 1万1000人（9月22日〜10月5日）、4万1000人（10月6日〜8日）

### ぷち★アソビ
まちなか★バザールと共同で2013年2月23日から3月20日にかけて開催。メインイベントは3月16日と17日に行われた。
- 開催地 - 徳島市

### マチ★アソビ vol.10
2013年5月3日から5月5日まで開催された。
- 開催地 - 徳島市
- 主催 - アニメまつり実行委員会、NPO法人マチ★アソビ
- 協力 - 徳島市観光協会
- 後援 - 文化庁、徳島新聞社、四国放送、NHK徳島放送局、エフエム徳島、エフエムびざん、ケーブルテレビ徳島
- 来場者数 - 5万3000人[21]

### マチ★アソビ vol.11
2013年9月28日から10月14日まで開催された。
- 開催地 - 徳島市
- 主催 - アニメ映画祭実行委員会、アニメまつり実行委員会、NPO法人マチ★アソビ
- 協力 - 徳島市観光協会
- 後援 - 文化庁、徳島県、徳島市、徳島新聞社、四国放送、徳島商工会連合会、徳島大学、NHK徳島放送局、一般社団法人徳島県観光協会、徳島文理大学、徳島商工会議所、とくしま産業振興機構、四国大学、徳島県中小企業団体中央会、阿波銀行、徳島銀行、ケーブルテレビ徳島、エフエム徳島、エフエムびざん
- 来場者数 - 5万3000人（10月12日〜14日）

#### その他
- 10月12日〜14日は、阿波おどり会館〜眉山山頂間の有料のシャトルバスが運行された。この回から運賃は片道300円となり、昨年までよりも100円の値上げとなった。

### ぷち★アソビ vol.2
2014年2月23日から3月30日にかけて開催。メインイベントは3月29日と30日に行われた。
- 開催地 - 徳島市

### マチ★アソビ vol.12
2014年5月3日から5月5日まで開催された。今回から春の回については、新しく野外ステージに両国橋西公園が追加され、しんまちボードウォーク（パラソルショップ）もふれあい橋から両国橋までの間にも出店されるようになったため出店が今までの2倍の距離に広がった。
- 開催地 - 徳島市
- 主催 - アニメまつり実行委員会、NPO法人マチ★アソビ
- 協力 - 徳島市観光協会
- 後援 - 文化庁、徳島新聞社、四国放送、NHK徳島放送局、エフエム徳島、エフエムびざん、ケーブルテレビ徳島
- produce - ufotable
- 来場者数 - 約7万人

#### その他
- 開催期間中、関係者と出演者と参加者で毎日1回時間不定期でオクラホマミキサーの音楽が鳴ったらフォークダンスを踊る突発イベントが行なわれた。

### マチ★アソビ vol.13
2014年9月27日から10月12日まで開催された。当初は10月13日まで開催予定だったが、10日の時点でクライマックスラン期間中の12日夜以降に台風19号がくる可能性が高くなったことから、13日のイベント開催を中止する代わりとして、13日に開催予定のイベントを12日に組み込み、12日と13日に眉山山頂で開催予定だったイベントは徳島市立文化センターと東新町商店街コルネの泉広場に会場を変更・分散して2日分のイベントを1日で消化する形で行なうことを10日夜に急遽決定して行なわれた。そのため、クライマックスランは実質初の2日間開催となり、2日間になった編成上の都合で閉会式は初の中止となった。vol.1から毎回参加している声優ユニットのつきねこが、今イベントをもって解散した。
- 開催地 - 徳島市
- 主催 - アニメ映画祭実行委員会、アニメまつり実行委員会、NPO法人マチ★アソビ
- 協力 - 徳島市観光協会
- 後援 - 文化庁、徳島県、徳島市、徳島新聞社、四国放送、徳島商工会連合会、徳島大学、NHK徳島放送局、徳島県観光協会、徳島文理大学、徳島商工会議所、とくしま産業振興機構、四国大学、徳島県中小企業団体中央会、阿波銀行、徳島銀行、ケーブルテレビ徳島、エフエム徳島、エフエムびざん
- produce - ufotable
- 来場者数 - 5万人（10月11日〜12日）

#### その他
- 開会式にて声優の中村繪里子が徳島県知事より｢とくしまアニメ大使｣に任命された。
- 徳島第一交通がFate/stay night [Unlimited Blade Works]仕様のラッピングタクシーを7台制作し、車両ごとに「乗車証明証」が先着順で配布された。
- 今回はロープウェイガイダンスの他にも、シャトルバス内でのアナウンスも実施された。担当したのはFate/stay nightのランサー（神奈延年）。
- ロープウェイガイダンスについては、台風19号の影響で中止が決定した13日の分を12日に阿波おどり会館2階ロビーにて流し、13日に配布予定だった特典も12日に組み込んで対応した。
- 上記の通り12日、13日のイベントを1日で消化したため、スケジュールや安全上の都合によりイベント出演がかなわなかったゲストがいた他、一部のイベントが中止になったりもした。
- 11日に行なわれたNewtype×マチ★アソビ アニメアワード2014において、Newtype×マチ★アソビ アニメアワード2012で男性声優賞を受賞した大塚明夫がサプライズ出演し、他の受賞者と共に記念手形の作成を行なった。

### ぷち★アソビ vol.3
2015年3月14日から15日にかけて開催。
- 開催地 - 徳島市

### マチ★アソビ vol.14
2015年5月3日から5月5日まで開催された。
2日目の5月4日、新町橋東公園にて声優の市来光弘と井ノ上奈々の公開結婚式が行なわれた（式はキリスト教式）。司会は加隈亜衣。祝電として羽多野渉、寺島拓篤、森久保祥太郎のボイスメッセージが式で流れた。また、結婚式の様子はニコニコ生放送で生中継された。
- 開催地 - 徳島市
- 平成27年度 文化庁 文化芸術による地域活性化・国際発信推進事業
- 主催 - アニメまつり実行委員会、NPO法人マチ★アソビ、徳島県
- 協力 - 徳島市観光協会
- 後援 - 徳島新聞社、四国放送、NHK徳島放送局、エフエム徳島、エフエムびざん、ケーブルテレビ徳島
- produce - ufotable
- 来場者数 - 7万4000人

#### その他
- ゲストも参加のラン&ウォークイベント｢マチ★アソビRUN｣が春の回限定でこの回から始まった。

### マチ★アソビ vol.15
2015年9月26日から10月12日まで開催された。
開催期間中は、文化の森の徳島県立21世紀館にて｢ufotable15周年展｣が行なわれた。ファーストラン初日の9月26日には、徳島県文化の森総合公園内の一部エリアでのコスプレが許され、また野外劇場においてKalafinaとAimerの野外ライブ『マチ★アソビpresents「唄の降る夜」コンサート』が開催された。
- 開催地 - 徳島市
- 平成27年度 文化庁 文化芸術による地域活性化・国際発信推進事業
- 主催 - アニメ映画祭実行委員会、アニメまつり実行委員会、NPO法人マチ★アソビ、徳島県
- 後援 - 徳島市、徳島新聞社、四国放送、NHK徳島放送局、ケーブルテレビ徳島、エフエム徳島、エフエムびざん、徳島県商工会連合会、徳島商工会議所、公共財団法人とくしま産業振興機構、徳島県中小企業団体中央会、一般財団法人徳島県観光協会、阿波銀行、徳島銀行、徳島大学、徳島文理大学、四国大学
- 協力 - 徳島市観光協会
- produce - ufotable
- 来場者数 - 約8万人

#### その他
- 徳島第一交通が、ufotableが手がけた歴代アニメのイラスト仕様のラッピングタクシーを8台制作した。
- 10月10日の「プリンス・オブ・ストライド」のトークショーの中で、前年のマチ★アソビにゴールデンボンバーの歌広場淳がプライベートで参加していたことが明かされた。

### 第4回ぷち★アソビ
2016年3月19日から20日にかけて開催。
- 開催地 - 徳島市

### マチ★アソビ vol.16
2016年5月3日から5月5日まで開催された。
- 開催地 - 徳島市
- 平成28年度 文化庁 文化芸術による地域活性化・国際発信推進事業
- 主催 - アニメまつり実行委員会、NPO法人マチ★アソビ、徳島県
- 協力 - 徳島市観光協会
- 共催 - （公財）徳島県文化振興財団
- produce - ufotable
- 来場者数 - 7万5000人

#### その他
- 初日の5月3日は、当日の大雨と強風によりイベント開催に支障が出た。特に午後からはさらに強まり、新町橋東公園と両国橋西公園でのイベント開催が困難となったため、場所をufotable CINEMA前など東新町アーケード内に変更し実施した。
- 上記と同様の理由により、5月3日のロープウェイの運行が終日中止になったのに伴い、5月3日に実施予定であったFate/Grand Orderのマシュ・キリエライト（種田梨沙）のロープウェイアナウンスについては阿波踊り会館2階で流れ、最終日の5月5日に改めてロープウェイアナウンスとして実施された。
- 2日目の5月4日のイベント「劇場版「Fate/stay night[Heaven's Feel]」トークイベント」にて、声優の島﨑信長のボイスメッセージが流れた。

### マチ★アソビ vol.17
2016年9月24日から10月10日まで開催された。
- 開催地 - 徳島市
- 平成28年度 文化庁 文化芸術による地域活性化・国際発信推進事業
- 主催 - アニメ映画祭実行委員会、アニメまつり実行委員会、NPO法人マチ★アソビ、徳島県
- 後援 - 徳島市、徳島新聞社、四国放送、NHK徳島放送局、ケーブルテレビ徳島、エフエム徳島、エフエムびざん、徳島県商工会連合会、徳島商工会議所、公共財団法人とくしま産業振興機構、徳島県中小企業団体中央会、一般財団法人徳島県観光協会、阿波銀行、徳島銀行、徳島大学、徳島文理大学、四国大学、四国旅客鉄道株式会社
- 協力 - 徳島市観光協会
- produce - ufotable
- 来場者数 - 約8万2000人

#### その他
- 徳島第一交通が、アニメのイラスト仕様のラッピングタクシーを8台制作し、車両ごとに「乗車証明証」が先着順で配布された。

### 第5回ぷち★アソビ
2017年3月4日から5日にかけて開催された。
- 開催地 - 徳島市

### マチ★アソビ vol.18
2017年5月5日から5月7日まで開催された。春の回の日程はvol.6以降は5月3日から5日までで固定されていたのが変更され、6日以降の開催は今回が初となった。徳島駅一日駅長が今回初めて2日連続で開催された。
- 開催地 - 徳島市
- 平成29年度 文化庁 文化芸術創造活用プラットフォーム形成事業
- 主催 - アニメまつり実行委員会、NPO法人マチ★アソビ、徳島県
- 協力 - 徳島県観光協会
- 後援 - 徳島新聞社、四国放送、NHK徳島放送局、ケーブルテレビ徳島、エフエム徳島、エフエムびざん
- produce - ufotable
- 来場者数 - 8万2000人

### マチ★アソビ vol.19
2017年9月23日から10月9日まで開催された。8日には眉山山頂メインステージでFLOWの野外ライブが行なわれた。
- 開催地 - 徳島市
- 平成29年度 文化庁 文化芸術創造活用プラットフォーム形成事業
- 主催 - アニメ映画祭実行委員会、アニメまつり実行委員会、NPO法人マチ★アソビ、徳島県
- 協賛 - 徳島第一交通株式会社、徳島空港ビル株式会社、日本航空徳島支店、株式会社阿波銀行、株式会社徳島銀行、徳島商工会議所、一般社会法人徳島新聞社、徳島バス株式会社、総合ビル・メンテム株式会社、ケーブルテレビ徳島株式会社、四国大学・四国大学短期大学部、一般財団法人徳島県観光協会、南海フェリー、ALSOK徳島株式会社、株式会社エフエム徳島、株式会社エフエムびざん、四国放送株式会社、徳島県商工会連合会、徳島県商店街振興組合連合会、徳島県中小企業団体中央会、ポッポ街商店街振興組合、徳島市元町商店街振興組合、公益社団法人徳島県物産協会
- 協力 - 公益財団法人徳島県観光協会、徳島市東新町一丁目商店街振興組合、穴吹カレッジグループ徳島
- 後援 - 徳島市、NHK徳島放送局、公共財団法人とくしま産業振興機構、徳島大学、徳島文理大学
- produce - ufotable
- 来場者数 - 8万3000人

### 第6回ぷち★アソビ
2018年2月17日から18日にかけて開催された。
- 開催地 - 徳島市

### マチ★アソビ vol.20
2018年5月4日から5月6日まで開催された。5月3日には、徳島県文化の森総合公園内のすだちくん森のシアターにおいて、LiSAとAimerの野外ライブ『マチ★アソビpresents「唄の降る夜」コンサート～第二夜～』が開催された。5月6日には、20回目のマチ★アソビを記念した『マチ★アソビRUNキング』が行なわれ、水上に浮かんだゴザ走りのタイムを競い合う「とくしまアソビ部門」、手裏剣の的当ての得点を競い合う「スポーツマン部門」、カラーブースであばさかった写真をtwitterに投稿して「いいね!」の数を競い合う「アバサカリスト部門」、過去のマチ★アソビ関連の知識を競い合う「マチ★アソビ部門」の4部門で各頂点を競い合った（翌年はマチ★アソビRUNは開催されなかった）。
- 開催地 - 徳島市
- 平成30年度 文化庁 文化芸術創造拠点形成事業
- 主催 - アニメまつり実行委員会、NPO法人マチ★アソビ、徳島県
- 後援 - 徳島新聞社、四国放送、NHK徳島放送局、ケーブルテレビ徳島、エフエム徳島、エフエムびざん
- produce - ufotable
- 来場者数 - 8万4000人

#### 事件
vol.20の期間中、参加していた女性声優の高田憂希が徳島市内の飲食店に入るのを目撃した男性ファンが、高田が店内のトイレから出た直後に同じトイレに入り、便座を撮影するなどして自身のTwitterに投稿した。その後、ネット上では男性ファンに対する批判が相次ぎ、同時にマチ★アソビの運営方針が変わることへの心配の声が上がった。この件を受けて、同月8日夜にマチ★アソビ公式サイトにて徳島県の飯泉嘉門知事と企画・運営代表の近藤光総合プロデューサーが、署名入りでファンに節度ある行動を求める注意喚起の声明を発表した。同月9日には、近藤と徳島県職員が徳島中央警察署へ男性ファンの特定と注意喚起を要請した。なお、被害者となった高田憂希もTwitterでコメントを発表している。

### マチ★アソビ vol.21
2018年9月22日から10月8日まで開催された。クライマックスラン初日の6日に台風25号の影響を受ける可能性が高くなったことから、6日に眉山山頂と東公園で開催予定だったイベントはあわぎんホールの4階と5階に、ボードウォークのパラソルショップは春日神社内春日会館にそれぞれ会場を変更・分散して行なうことを4日に正式に決定した。6日は台風の影響によりほとんどの交通機関で欠航や運休が相次いだ上、大鳴門橋も強風で通行止めになったことから、参加予定だった大勢の一般参加者や一部の声優・業界人が来徳できなくなったため多くのイベントに影響が出た。このうち集客を見込める一部イベントについては、あわぎんホールの収容人数の関係で当日に整理券を配布し人数制限を設けるなどの対応を取った。毎回恒例のチャリティーオークションは事実上この回が最後となった。
- 開催地 - 徳島市
- 平成30年度文化庁 文化芸術創造活用拠点形成事業
- 主催 - アニメ映画祭実行委員会、アニメまつり実行委員会、NPO法人マチ★アソビ、徳島県
- 協賛 - 徳島第一交通株式会社、徳島空港ビル株式会社、日本航空徳島支店、株式会社阿波銀行、株式会社徳島銀行、徳島商工会議所、一般社団法人徳島新聞社、徳島バス株式会社、総合ビル・メンテム株式会社、ALSOK徳島株式会社、ケーブルテレビ徳島株式会社、四国大学・四国大学短期大学部、一般財団法人徳島県観光協会、南海フェリー、ハロウィンジャンボ宝くじ、株式会社エフエム徳島、株式会社エフエムびざん、学校法人穴吹学園、四国放送株式会社、徳島県商工会連合会、徳島県商店街振興組合連合会、徳島県中小企業団体中央会、ポッポ街商店街振興組合、徳島市元町商店街振興組合、公益社団法人徳島県物産協会
- 協力 - 徳島市東新町一丁目商店街振興組合
- 後援 - 徳島新聞社、四国放送、NHK徳島放送局、ケーブルテレビ徳島、エフエム徳島、エフエムびざん
- produce - ufotable
- 来場者数 - 約7万1000人（10月6日〜8日）

#### 騒動
vol.21の最終日、｢おへんろ。｣の特定のグッズに｢おへんろ。｣声優との握手会の参加券を付属して販売するも、握手会について声優が所属する事務所（マウスプロモーション及びufotable）に通達していなかったため握手会が実施されなかったことから騒動となった。この騒動から数時間後、ufotableが声明を発表し、翌日には株式会社ワーズブレーンが声明を発表した。ことの発端は「おへんろ。｣のグッズを制作した株式会社ワーズブレーンが、ufotableの担当スタッフに事前に握手会について相談をしていて断られているにもかかわらず、握手会を実施できるものと勝手に準備を進めたため。最終的には了解を得られるものと思い実施したことで騒動に発展したとのこと。握手券は株式会社ワーズブレーンがグッズに一枚ずつテープで貼っていったもので、配布すること自体もufotableの許可なく行なっていた。また、Twitterの告知についてもufotableのライセンス担当ではなく、Twitter担当者に直接握手会を行うため告知をするように連絡をしていた。これについて株式会社ワーズブレーンの担当者は、一刻も早く告知を行いたい気持ちが先行していたとのこと。当日はufotableの近藤光社長がグッズ購入者にお詫びの会をすることで対応しており、翌日には株式会社ワーズブレーンがグッズ購入者に返金対応を表明している。

### ぷち★アソビ vol.7
2019年2月23日から24日にかけて開催された。

### マチ★アソビ vol.22
2019年5月4日から5月6日まで開催された。前回まで参加していたNPO法人マチ★アソビが主催から外れ、イベントプロデュースを務めていたufotableも参加を辞退した中での開催となったが、ufotable徳島スタジオのスタッフ及びufotable CINEMAなどの同社関連施設はイベント運営に施設提供・ポップイラスト製作などの運営協力という形で参加した。これに影響して、事前に告知されていたイベントや出展がvol.22の開催直前に中止となるものがみられたり、この時期恒例の阿波踊りポスターの発表やマチ★アソビRUN及び毎回恒例のチャリティーオークションが行われないなどの事態がみられた。2019年4月に実行委員会会長を辞任したufotable代表の近藤光に代わり副会長の富永純子が会長代行を務め、近藤と共同で各イベントの司会進行を務めていたアニプレックスの高橋祐馬プロデューサーが多くのイベントで進行を務めた。この回では、ufotableに代わり、スタジオマウスが急遽プロデュースを担当した。なお、ufotableは企画・プロデュースからは辞退したものの、複数の元請制作作品の展示・イベントなどに関しては例年通り参加している。
声優ユニットChiffonsが2019年で結成22年を迎えることになり、同じ数字つながりでvol.22に参加し、ニューアルバム「PiecePiecePiece」発売記念ライブを行なった。閉会式は東新町商店街のアーケード内にて行なわれた。
次回開催の予告はされなかったが、来場者や宿泊業者、飲食店などから継続してほしいという声があることを踏まえ、徳島県の飯泉嘉門知事は「今後への影響はなく、秋以降の開催も前向きに考えている」と発言。2019年7月23日にマチ★アソビ vol.23が通常通りの日程で開催されることが正式に発表された。
- 開催地 - 徳島市
- 2019年度日本博を契機とする文化資源コンテンツ創成事業
- 主催 - アニメまつり実行委員会、徳島県
- 後援 - 徳島新聞社、四国放送、NHK徳島放送局、ケーブルテレビ徳島、エフエム徳島、エフエムびざん
- produce - スタジオマウス
- 来場者数 - 7万8000人

### マチ★アソビ vol.23
2019年9月28日から10月27日まで開催された。当初は10月14日まで開催予定だったが、9日の時点でクライマックスラン期間中に令和元年東日本台風（台風19号）がくる可能性が高くなったことから、台風の影響を考慮し、12日から14日までのクライマックスランの開催を2週間延期し、26日と27日の2日間開催で行なうことを9日に正式に決定した。それに伴い、セカンドランは過去最長の3週間に延び、クライマックスランはvol.13以来5年ぶり2回目の2日間開催となり、一部のイベントは27日まで開催が延長された。今回よりufotableの企画・プロデュースの辞退に伴う新たなプロデュース委託事業者を公募することになり、vol.22のプロデュースを担当し唯一応募した音響制作会社のスタジオマウスに決定し、ufotableは施設提供などの協力企業としての参加となった。今回初めてメインステージの会場を眉山山頂から藍場浜公園に場所を変えての開催を予定していたが、台風により延期となり、振替日には『徳島JazzWeek2019』と『とくしまマルシェ』が開催されることが台風がくる前から決まっていたため、使用が予定されていた新町橋東公園ステージ・藍場浜公園内の藍場浜メインステージが使用できなくなった影響により、藍場浜公園内の御成婚広場及びあわぎんホール内の大ホールステージ（メインステージ）・2F特別展示場ステージ・大会議場に分散してのイベント開催となった。同様の理由によりしんまちボードウォークでの企業の出店も不可能となったため、代替として御成婚広場に場所を移しての出店となった。台風による延期のため、振替日に多くの声優・業界人が来徳できなくなった影響により、当初開催予定だった数多くのイベントが変更・中止を余儀なくされた。翌年以降は、2019新型コロナウイルス感染症が世界中で拡大する影響から開催中止が続いたため、次の従来のマチ★アソビは2022年秋になるまで開催されなかった。
- 開催地 - 徳島市
- 令和元年度日本博を契機とする文化資源コンテンツ創成事業
- 主催 - アニメまつり実行委員会、アニメ映画祭実行委員会、徳島県
- 後援 - 徳島市、とくしま産業振興機構、徳島大学、徳島文理大学
- 協賛 - 徳島第一交通株式会社、徳島空港ビル株式会社、日本航空株式会社徳島支店、株式会社阿波銀行、株式会社徳島銀行、徳島商工会議所、一般社団法人徳島新聞社、徳島バス株式会社、総合ビル・メンテム株式会社、ALSOK徳島株式会社、ケーブルテレビ徳島株式会社、四国大学・四国大学短期大学部、一般財団法人徳島県観光協会、南海フェリー株式会社、ハロウィンジャンボ宝くじ、株式会社エフエム徳島、株式会社エフエムびざん、四国放送株式会社、徳島県商工会連合会、徳島県商店街振興組合連合会、徳島県中小企業団体中央会、ポッポ街商店街振興組合、公益社団法人徳島県物産協会
- 協力 - 徳島市東新町一丁目商店街振興組合
- produce - スタジオマウス

### ぷち★アソビ vol.8
2020年2月15日から16日にかけて開催された。

### マチ★アソビ vol.24
2020年5月に開催予定だったが、2019新型コロナウイルス感染症が世界中で拡大する中、来場者や関係者の安心・安全を最優先に考えた結果、vol.24の開催を中止することを2020年3月27日に正式に決定し、ナンバリングとしては欠番扱いとなった。同日にはマチ★アソビと開催時期が重なることが濃厚だったコミックマーケット98も同様の理由で開催中止を表明した。

### チャレンジ!マチ★アソビ
2020年11月7日から12月6日まで開催された。新型コロナウイルス感染症の拡大防止の観点から、従来のクライマックスランで行なわれるコスプレ・屋外ステージ・ボードウォークでの物販イベント等は一切行なわず、とくしまアニメジャック・グルメハント・スタンプラリー等のイベントに限定しての開催となった。11月7日には、AbemaTVのABEMAアニメチャンネルにて、マチ★アソビ恒例のステージイベントを完全にオンライン化した特別番組『チャレンジ!マチ★アソビ in ABEMA』の生配信を行なった。

### チャレンジ!ぷち★アソビ
2021年3月13日に開催された。新型コロナウイルス感染症の拡大防止の観点から、小さい子供の親子連れ向けのイベントに限定しての小規模な開催となった。

### チャレンジ!マチ★アソビ vol.2
2021年5月15日から6月13日まで開催された。2019新型コロナウイルス感染症の収束の目途が未だに不透明なこと、会場の一つである新町橋東公園が工事で7月末まで使用できないこと、京阪神3府県に緊急事態宣言が発令されたことなどがあり、従来の開催期間が終わってもそれまで公式による発表が一切なかったため、事実上の開催中止になったと思われたが、前回と同じく従来のクライマックスランで行なわれるコスプレ・屋外ステージ・ボードウォークでの物販イベント等は一切行なわず、グルメハント・スタンプラリー・徳島県民のみ参加可能な献血イベント等に限定して新型コロナウイルス感染症対策をより一層徹底した上で開催することを2021年5月10日に発表した。ちなみに、従来のマチ★アソビと開催時期が重なることが濃厚だったコミックマーケット99は理由こそ違うものの、開催を延期することを2021年3月8日に表明した。

### マチ★アソビ 2021秋
2021年10月に開催予定だったマチ★アソビについては、新型コロナウイルス感染症の感染拡大を防止するため、「チャレンジ!」も含めて開催を中止することを2021年9月13日に正式に決定した。それにより、従来のマチ★アソビが2年連続で開催されないという異例の事態となった。

### チャレンジ!マチ★アソビ vol.3
2022年5月14日から6月5日まで開催された。前回と同じく従来のクライマックスランで行なわれるステージイベント・空き店舗やボードウォークでのイベント等は一切行なわず、より一層の新型コロナウイルス感染防止対策を徹底した上で、グルメハント等の周遊型イベントをメインに開催することを2022年4月14日に発表した。橋の下美術館とコスプレイベントも予約システムを導入した上で開催されることになったため、橋の下美術館はvol.20以来4年ぶり、眉山ロープウェイアナウンスとコスプレイベントはvol.23以来2年半ぶりの開催となった。

### マチ★アソビ vol.25
2022年10月8日から11月6日まで開催された。クライマックスランは2022年10月15日から16日までの2日間開催された。新型コロナウイルス感染症の影響で2019年秋に開催されたvol.23を最後に中止が続いていたが、従来のマチ★アソビを3年ぶりに開催することを2022年9月16日に発表した。

### マチ★アソビ vol.26
2023年5月6日から5月7日まで開催された。

### マチ★アソビ vol.27
2023年10月7日から10月29日まで開催された。クライマックスランは10月28日から29日までの2日間開催。

### マチ★アソビ 2024春
2024年5月に開催予定であったが開催見送りとなった。詳細は2024年5月開催中止を参照。

### プレ マチ★アソビ
2024年10月5日から11月4日まで開催。2025年春のイベント通常開催を目指して「プレイベント」という形式で開催された。
従来のようなステージイベントは実施されず、業界関係者トークイベントやコスプレイベント、グルメハントおよびスタンプラリーのみが実施された。

### マチ★アソビ vol.28
2025年5月10日から5月11日まで開催予定。

## 2024年5月開催中止
2024年5月に開催予定だった「マチ★アソビ」について、徳島県の後藤田正純知事は、2024年2月21日の記者会見で「県の『丸抱え』の事業形態は好ましくない」と述べ、県の負担額を縮小し、民間主導のイベントへ転換する意向を示した。県による「丸抱え」の形態から、より持続可能な形での開催を目指し、事業形態の見直しが進められることとなった。  
この見直しの過程で準備が遅れたことから、2024年3月27日、徳島県は公式に2024年5月の開催を見送ることを発表した。  
なお、台風や新型コロナウイルス感染症の影響以外での開催中止は、イベント史上初の出来事となった。  

## マチ★アソビ セントレア・サテライトショップ
愛知県にある中部国際空港セントレアの開港8周年を記念し、2013年2月9日よりTSUTAYAいまじん中部国際空港店内にマチ★アソビの物販コーナーを凝縮再現した「マチ★アソビ セントレア・サテライトショップ」をオープンした。
入口にはサテライトショップのオープン記念に描き下ろされた「Fate/Zero」のセイバーと「空の境界」の両儀式のイラストが掲示されている。さらに外壁には9メートルに及ぶメッセージボードが掲示されており、ufotableスタッフをはじめとして徳島県知事の飯泉嘉門や徳島市長の原秀樹、他にも奈須きのこ・武内崇や岩上敦宏、井上伸一郎など様々な業界の関係者から届いた多くの応援メッセージが掲示されている。
2024年2月29日、TSUTAYAいまじん中部国際空港店の閉店に伴い、併設されている同ショップも閉店となる。

## マチ★アソビ CAFE
ufotableが企画するマチ★アソビ関連企業とのコラボレーションカフェ。ufotableによるマチ★アソビの企画・プロデュース辞退後も、ufotableが運営を継続して行っており、関連企業とのコラボレーションも継続して実施されている。

## 移動図書館
各回で必ず開催されるイベントの一つ「チャリティーオークション」にて集められた募金を元に移動図書館が作成された。まだ未完成であった移動図書館はvol.18の開会式（2017年5月5日）に東日本大震災の被災地支援として宮城県南三陸町へ仮の贈呈式を実施した後、最終的なラッピングを終えた姿がvol.20の開会式（2018年10月06日）にて公開された。ラッピングには2013年から2018年にかけて劇場公開・テレビ放送されたufotable制作作品のキャラクターの描き下ろしイラストのほか、『魔法少女まどか☆マギカ』や『ソードアート・オンライン』、『君の名は。』など本企画に協力した約30作品のキャラクターが描かれた。移動図書館はvol.20終了後に全国のufotable関連店舗にて献本を集め、最終的に約1000冊を集めた。同年11月16日に宮城県南三陸町に到着。南三陸町役場にて行われた贈呈式にてufotable代表取締役社長の近藤光より移動図書館が贈呈された。移動図書館は2017年7月まで仮設住宅を中心に運行していた移動図書館から名前を引き継ぐ形で『たんぽぽ号（2代目）』と命名された。試験運行が同年1月7日から開始され、2019年4月から本格運行が開始となった。

## 関連番組
ここでの関連番組は、マチ★アソビ独自の番組を指す。
マチ★アソビ アニメイベントの最新型がココにある
主にマチ★アソビVol.4の特集で、前編・後編の二つに分けて放送された。
| 放送地域 | 放送局             | 放送日              | 放送時間           | 放送系列等              |
| -------- | ------------------ | ------------------- | ------------------ | ----------------------- |
| 日本全域 | キッズステーション | 前編 2010年12月14日 | 火曜 24:00 - 24:30 | CS放送 リピート放送あり |
| 日本全域 | キッズステーション | 後編 2010年12月21日 | 火曜 24:00 - 24:30 | CS放送 リピート放送あり |
マチ★アソビRADIO
2011年8月12日より期間限定で、公式ホームページからポッドキャストとして配信された。隔週金曜日更新で全5回配信。
主にマチ★アソビVol.7の最新情報などを紹介していた。
- パーソナリティ
  - 阿久津加菜
  - 五十嵐裕美

- アシスタント
  - 高橋ゆま（アニプレックス）

- ゲスト
  - 虚淵玄（第二回配信分）
  - 水野寛（第三回配信分）
  - 馬場英雄（第四回配信分）
  - 近藤光（第五回配信分）

徳島から世界へ 〜コンテンツ産業の未来〜 マチ★アソビ SP by ジャパコンTV
| 放送地域 | 放送局 | 放送日         | 放送時間     | 放送系列等 |
| -------- | ------ | -------------- | ------------ | ---------- |
| 日本全域 | BSフジ | 2011年10月29日 | 土曜 25:30 - | BS放送     |
マチ★アソビ2012秋SP（ジャパコン24）
| 放送地域 | 放送局 | 放送日         | 放送時間           | 放送系列等 |
| -------- | ------ | -------------- | ------------------ | ---------- |
| 日本全域 | BSフジ | 2012年10月26日 | 金曜 24:00 - 24:55 | BS放送     |